# Татуин
Татуин (на английски: Tatooine) е планета от вселената на „Междузвездни войни“. Тя е сцена на множество важни събития в поредицата и е включена във всички филми, с изключение на „Империята отвръща на удара“. Сцените на Татуин са заснети около град Татауин в Тунис, откъдето е взето и името. Планетата се намира в слънчева система с двойна звезда, което вероятно е и причината повърхността ѝ да е толкова суха и пустинна. Тя е доста отдалечена от ядрото на Галактиката, и затова върху нея има слаб контрол както от страна на Републиката, така и на Империята. Татуин е слабо населена (около 2 000 000 души население), присъстват расите на хътяните, джавасите и хората. Най-големите селища са Мос Айсли, Бестин и Мос Еспа. Татуин е родното място на Анакин Скайуокър, на неговият доведен брат-Оуен Ларс, неговата жена-Беру Ларс, както и на техния племеник, синът на Анакин, Люк Скайуокър.